# Bolandoz
Bolandoz ist eine französische Gemeinde mit 379 Einwohnern (Stand: 1. Januar 2022) im Département Doubs in der Region Bourgogne-Franche-Comté.

## Geographie
Bolandoz liegt auf 650 m über dem Meeresspiegel, etwa zehn Kilometer südlich von Ornans und 25 Kilometer südsüdöstlich der Stadt Besançon (Luftlinie). Das Dorf erstreckt sich im Jura, am südlichen Rand der Hochfläche von Amancey, die sich zwischen den Tälern von Loue und Lison ausdehnt, am Nordfuß des Höhenrückens Le Châtelet.
Die Fläche des 12,21 km² großen Gemeindegebiets umfasst einen Abschnitt des französischen Juras. Der nördliche Teil des Gebietes wird vom Plateau von Amancey eingenommen, das durchschnittlich auf 650 m liegt und überwiegend von Wiesland bestanden ist. Nach Süden steigt die Hochfläche allmählich an. Das Gemeindeareal erstreckt sich südwärts auf den breiten Höhenrücken, der in geologisch-tektonischer Hinsicht eine Antiklinale bildet und gemäß der Streichrichtung des Juras in dieser Region in Richtung Westsüdwest-Ostnordost orientiert ist. Der Kamm umfasst die Höhen von Le Châtelet (mit 910 m die höchste Erhebung von Bolandoz) und Malvaux. Untergliedert wird der Höhenrücken durch zwei Erosionstäler, darunter das Val du Bas des Mais nördlich des Malvaux. Beide Bäche versickern jedoch, sobald sie auf das Plateau von Amancey hinaustreten. Ansonsten besitzt das gesamte Gebiet keine oberirdischen Fließgewässer, weil das Niederschlagswasser im verkarsteten Untergrund versickert.
Nachbargemeinden von Bolandoz sind 
- Amancey, Flagey und Silley-Amancey im Norden,
- Reugney im Osten,
- Levier mit Levier und Labergement-du-Navois im Süden,
- Déservillers im Westen.

## Geschichte

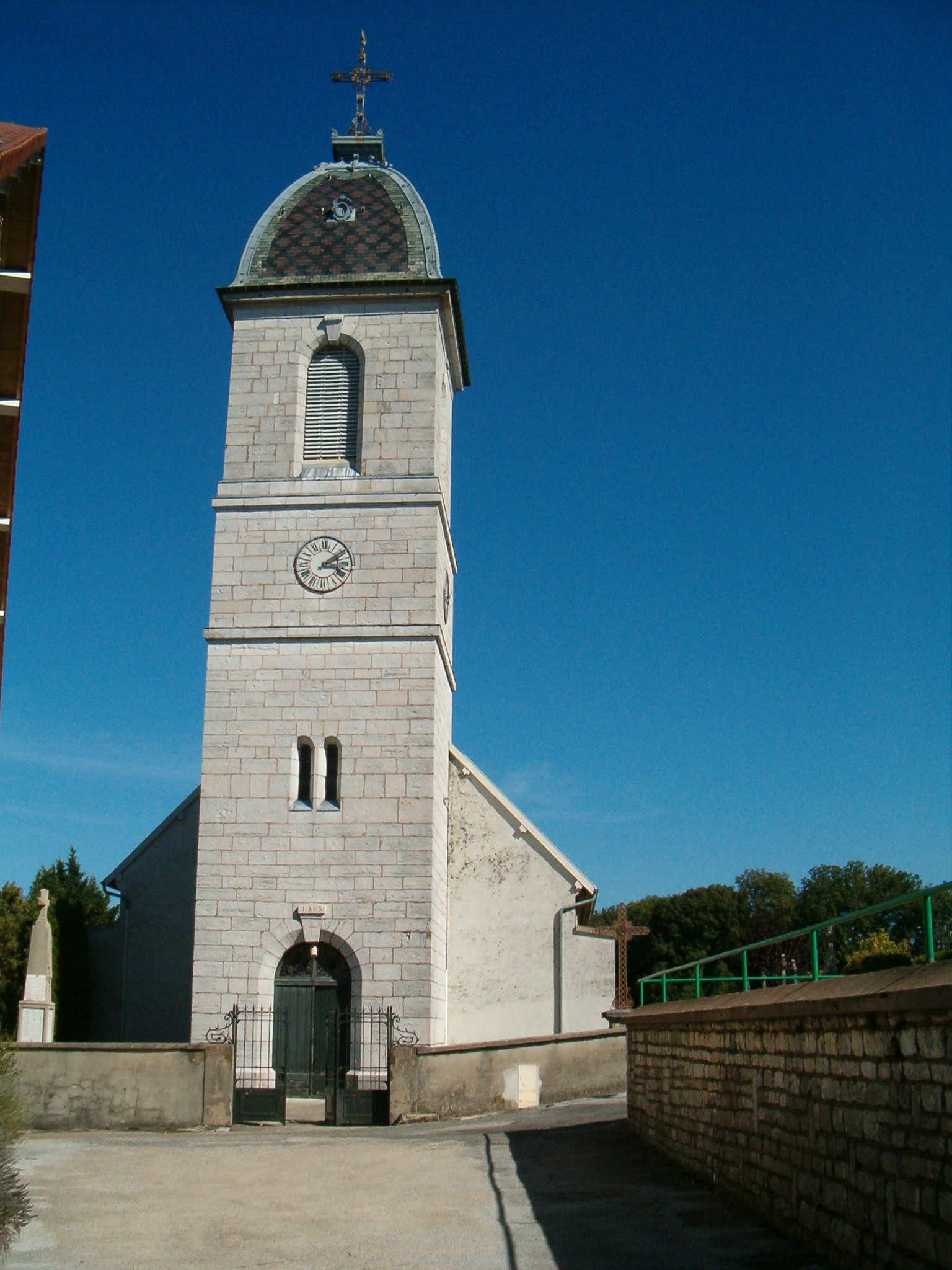
Kirche Saint-Georges

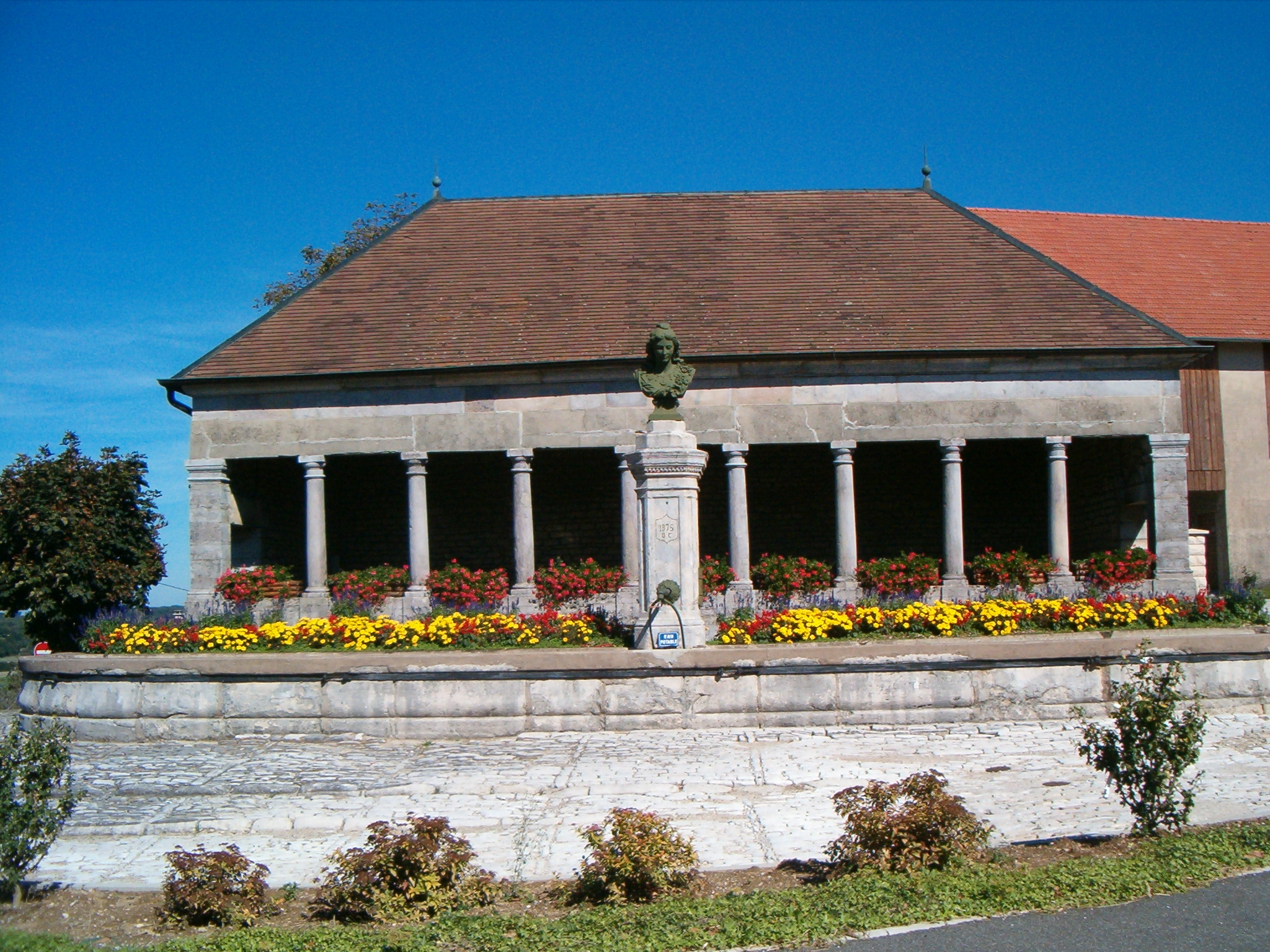
Fontaine Marianne

Seit dem 13. Jahrhundert bildete Bolandoz eine eigene kleine Herrschaft, die einer ortsansässigen Adelsfamilie gehörte und unter der Oberhoheit der Herrschaft Scey stand. Im 14. Jahrhundert übte Jean de Bolandoz eine Terrorherrschaft über sein Gebiet aus und war Urheber verschiedener Übergriffe und Plünderungen in den Nachbarherrschaften. Nach seiner Hinrichtung ging sein Besitz direkt an die Grafen von Burgund über. Zusammen mit der Franche-Comté gelangte das Dorf mit dem Frieden von Nimwegen 1678 an Frankreich. In den Jahren 1893 und 1955 wurde Bolandoz von schweren Dorfbränden betroffen. Seit 1993 ist Bolandoz Mitglied des 19 Ortschaften umfassenden Gemeindeverbandes Loue-Lison.

## Sehenswürdigkeiten
Die dreischiffige Kirche Saint-Georges wurde 1723 erbaut und besitzt eine reiche Ausstattung, darunter Statuen aus dem 15. und 18. Jahrhundert. Westlich des Dorfes steht die Feldkapelle Bonne-Aventure mit der Statue Notre-Dame des Aventures aus dem 15. Jahrhundert.
Bemerkenswert sind auch verschiedene Dorfbrunnen aus dem 19. Jahrhundert, insbesondere die Fontaine Marianne, welche nach Plänen des Architekten Sauterey erbaut wurde.

## Bevölkerung
| Jahr                       | 1962 | 1968 | 1975 | 1982 | 1990 | 1999 | 2006 | 2016 |
| Einwohner                  | 322  | 294  | 290  | 294  | 316  | 299  | 332  | 379  |
| Quellen: Cassini und INSEE |      |      |      |      |      |      |      |      |

Mit 379 Einwohnern (1. Januar 2022) gehört Bolandoz zu den kleinen Gemeinden des Département Doubs. Nachdem die Einwohnerzahl in der ersten Hälfte des 20. Jahrhunderts markant abgenommen hatte (1881 wurden noch 510 Personen gezählt), wurden seit Beginn der 1970er Jahre nur noch geringe Schwankungen verzeichnet.

## Wirtschaft und Infrastruktur
Bolandoz war bis weit ins 20. Jahrhundert hinein ein vorwiegend durch die Landwirtschaft (Ackerbau, Viehzucht) sowie durch die Forstwirtschaft geprägtes Dorf. Daneben gibt es heute einige Betriebe des lokalen Kleingewerbes. Mittlerweile hat sich das Dorf auch zu einer Wohngemeinde gewandelt. Viele Erwerbstätige sind Wegpendler, die in den größeren Ortschaften der Umgebung ihrer Arbeit nachgehen.
Die Ortschaft liegt abseits der größeren Durchgangsstraßen an der Departementsstraße D492, die von Ornans nach Salins-les-Bains führt. Weitere Straßenverbindungen bestehen mit Amancey und Reugney.